# Dryadaula panscia
Dryadaula panscia är en fjärilsart som beskrevs av Edward Meyrick 1917. Dryadaula panscia ingår i släktet Dryadaula och familjen äkta malar.
Artens utbredningsområde är Ecuador. Inga underarter finns listade i Catalogue of Life.